# انتخابات الولايات المتحدة 2024
انتخابات الولايات المتحدة 2024 من المقرر إجراءها يوم الثلاثاء 5 نوفمبر 2024، خلال عام الانتخابات الرئاسية هذا، سينتخب الرئيس ونائب الرئيس. بالإضافة إلى ذلك، سيتنافس المرشحون على جميع مقاعد مجلس النواب الأمريكي البالغ عددها 435 مقعدًا و34 مقعدًا من أصل 100 مقعد في مجلس الشيوخ الأمريكي لتحديد عضوية كونغرس الولايات المتحدة التاسع عشر بعد المائة [الإنجليزية]. سيتنافس أيضًا على ثلاثة عشر منصبًا لحكام الولايات [الإنجليزية] والأقاليم والعديد من انتخابات الولايات والانتخابات المحلية الأخرى.

## المشاكل

### التدخل في الانتخابات
وأنفقت الجماعات المحلية المؤيدة لإسرائيل مبالغ ضخمة من المال لدعم المرشحين المؤيدين لإسرائيل ضد المرشحين المنتقدين للحكومة الإسرائيلية. وأكد وزير الخارجية الأمريكي أنتوني بلينكن أن الولايات المتحدة رأت أدلة على محاولات الصين "للتأثير والتدخل" في الانتخابات الأمريكية المقبلة، على الرغم من وجود التزام سابق من الزعيم شي جين بينغ بعدم القيام بذلك.

### إجهاض
ستكون هذه أول انتخابات رئاسية تُجرى بعد الانقلاب على قضية رو ضد وايد، والدورة الانتخابية الثالثة الشاملة بعد انتخابات التجديد النصفي لعام 2022 وانتخابات عام 2023. أقرت الولايات التي يسيطر عليها الجمهوريون في الغالب حظرًا شبه كامل على الإجهاض في أعقاب قرار المحكمة العليا الصادر في يونيو 2022 عن منظمة دوبس ضد جاكسون لصحة المرأة. بحلول أبريل 2023، أصبح الإجهاض "غير قانوني إلى حد كبير" في معظم أنحاء الولايات المتحدة. وفقًا لمؤسسة عائلة كايزر، كانت هناك 15 ولاية فرضت حظرًا قانونيًا على الإجهاض في المراحل المبكرة بشكل صريح دون استثناءات للاغتصاب أو سفاح القربى: ألاباما، أريزونا، أركنساس، فلوريدا، كنتاكي، لويزيانا، ميسيسيبي، ميسوري، أوهايو، أوكلاهوما، داكوتا الجنوبية، وتينيسي وتكساس ووست فرجينيا وويسكونسن. وفي الولايات التي لديها قوانين تمنح استثناءات.
تفوق الديمقراطيون على نتائج بايدن في الانتخابات الرئاسية الأمريكية لعام 2020 في العديد من الانتخابات الخاصة بمجلس النواب لعام 2022، مع الإشارة إلى الإجهاض كمساهم رئيسي في فوزهم. ثم خلال انتخابات 2023، عزا الناشطون الديمقراطيون والجمهوريون خط الأداء المفرط للديمقراطيين إلى الدعم المتزايد من الحزبين لحقوق الإجهاض الواسعة في أعقاب قرار دوبس. وهكذا، وصف العديد من المحللين والمعلقين السياسيين المحافظين التحالف الجمهوري المستمر مع الحركة المناهضة للإجهاض بأنه "لا يمكن الدفاع عنه" و"كارثة انتخابية"، وحثوا الحزب على تفضيل حقوق الإجهاض. أظهرت بعض استطلاعات الرأي أن دونالد ترامب، المرشح الجمهوري المحتمل، يتفوق على حزبه ويغلق الفجوة مع الديمقراطيين بشأن قضية الإجهاض.

### لوائح الاتهام
في 18 نوفمبر 2022، بعد ثلاثة أيام من إعلان الرئيس السابق والمرشح الجمهوري دونالد ترامب ترشحه لإعادة انتخابه لعام 2024، عين المدعي العام الأمريكي ميريك جارلاند جاك سميث مستشارًا خاصًا للتحقيق في دور ترامب في هجوم الكابيتول الأمريكي في 6 يناير وسوء إدارة ترامب للسياسة الوثائق الحكومية، بما في ذلك الوثائق السرية.
في 30 مارس 2023، وجهت هيئة محلفين كبرى في مانهاتن لائحة اتهام إلى ترامب لدوره المزعوم في فضيحة ناشئة عن دفع أموال سرية إلى ستورمي دانيلز قبل الانتخابات الرئاسية لعام 2016.
في 10 مايو 2023، أتهم عضو الكونجرس الجمهوري عن نيويورك جورج سانتوس بتهم فيدرالية بالاحتيال وغسل الأموال.
في 8 يونيو 2023، أتهم مكتب تحقيق المحامي الخاص لسميث ترامب في 37 تهمة فيدرالية تتعلق بسوء تعامله المزعوم مع وثائق سرية.
في 1 أغسطس 2023، اتهمت هيئة محلفين فيدرالية كبرى في واشنطن العاصمة ترامب مرة أخرى بأربع تهم جنائية تتعلق بالتآمر والعرقلة المتعلقة بدوره في هجوم 6 يناير وجهوده لإلغاء انتخابات 2020.
في 14 أغسطس، وجهت هيئة محلفين كبرى في جورجيا لائحة اتهام إلى ترامب بتهمة الابتزاز والجنايات الأخرى المرتكبة في محاولة لإلغاء نتائج انتخابات الولاية لعام 2020 والمكالمة الهاتفية بين ترامب ورافنسبرغر. اعتبارًا من 15 سبتمبر 2023، وضح ترامب بأنه غير مذنب في جميع التهم الموجهة إليه.
في 11 أغسطس، بعد أربعة أشهر من إعلان الرئيس الحالي والمرشح الديمقراطي جو بايدن عن محاولته إعادة انتخابه، عين جارلاند ديفيد فايس للعمل كمستشار خاص للتحقيق مع نجل بايدن، هنتر بايدن، الذي أتهم في 14 سبتمبر 2023، بثلاث تهم اتحادية تتعلق بالأسلحة النارية.
في 22 سبتمبر 2023، أتهم السيناتور الأمريكي الديمقراطي بوب مينينديز من نيوجيرسي وزوجته نادين بالرشوة.
في 19 ديسمبر 2023، أبعدت المحكمة العليا في كولورادو ترامب من الانتخابات التمهيدية للحزب الجمهوري في الولاية لعام 2024، مستشهدة بحظر التعديل الرابع عشر على المرشحين الذين ينخرطون في تمردات. وقد أبطلت المحكمة العليا الأمريكية هذا القرار لاحقًا في 4 مارس 2024.

## الانتخابات الفيدرالية

### الانتخابات الرئاسية
ستكون الانتخابات الرئاسية الأمريكية لعام 2024 هي الانتخابات الرئاسية الأمريكية الستين التي تجرى كل أربع سنوات. وستكون هذه أول انتخابات رئاسية في ظل توزيع الأصوات الانتخابية الذي يحدده تعداد 2020. سيتم اختيار الناخبين الرئاسيين الذين سينتخبون رئيس الولايات المتحدة ونائبه؛ ويلزم الفوز في الانتخابات بأغلبية بسيطة (270) من أصل 538 صوتًا انتخابيًا. يترشح الرئيس جو بايدن لولاية ثانية، ونائبة الرئيس كامالا هاريس مرة أخرى كنائبة له.
وفي نوفمبر 2022، أعلن الرئيس السابق دونالد ترامب ترشحه للانتخابات الرئاسية عام 2024. من بين المرشحين الآخرين الذين دخلوا الانتخابات التمهيدية الرئاسية للحزب الجمهوري لعام 2024 حاكم ولاية كارولينا الجنوبية السابق وسفيرة الولايات المتحدة السابقة لدى الأمم المتحدة نيكي هالي وحاكم فلوريدا الحالي رون ديسانتيس، الذين علقوا حملاتهم منذ ذلك الحين. عُقدت أول مناظرة رئاسية للحزب الجمهوري في 23 أغسطس 2023، وكانت المنافسة التمهيدية الأولى هي المؤتمرات الحزبية الرئاسية للحزب الجمهوري في ولاية أيوا لعام 2024، والتي عقدت في 15 يناير 2024.
في أكتوبر 2023، أعلن روبرت كينيدي جونيور ترشحه كمرشح رئاسي مستقل. بحلول الشهر التالي، كانت استطلاعات كينيدي على أعلى المستويات لمرشح من خارج الحزبين الرئيسيين منذ روس بيرو في عام 1992.

### انتخابات الكونغرس

#### انتخابات مجلس الشيوخ
جميع المقاعد الـ 33 في مجلس الشيوخ من الدرجة 1 ومقعد واحد في مجلس الشيوخ من الدرجة 2 ستكون متاحة للانتخاب؛ ستجرى انتخابات خاصة إضافية واحدة على الأقل لملء المناصب الشاغرة التي نشأت خلال مجلس الكونغرس الثامن عشر بعد المائة، ويسيطر الديمقراطيون على الأغلبية في مجلس الشيوخ المنقسم بشكل متقارب بعد انتخابات مجلس الشيوخ الأمريكي عام 2022، لكن سيتعين عليهم الدفاع عن 23 مقعدًا في عام 2024. توجد ثلاثة مقاعد يشغلها الديمقراطيون في الانتخابات في الولايات ذات الميول الجمهورية الشديدة وهي مونتانا وأوهايو ووست فرجينيا، والتي فاز بها ترامب جميعها في كل من عامي 2016 و2020. وتشمل الأهداف الجمهورية المحتملة الأخرى مقاعد في أريزونا وميشيغان ونيفادا وبنسلفانيا وويسكونسن وميريلاند، في حين قد يستهدف الديمقراطيون المقاعد التي يسيطر عليها الجمهوريون في فلوريدا وتكساس.

##### الانتخابات الخاصة
من المقرر إجراء انتخابات خاصة لملء الفترات غير المنتهية لأعضاء مجلس الشيوخ الذين أخلو مقاعدهم خلال المؤتمر الـ 118:
- مقعد نبراسكا 2: استقال الجمهوري بن ساز من مقعده في 8 يناير 2023، ليصبح رئيسًا لجامعة فلوريدا، وعين حاكم نبراسكا جيم بيلين، السياسي بيت ريكيتس لشغل المقعد حتى الانتخابات الخاصة، والتي ستجرى بالتزامن مع انتخابات مجلس الشيوخ لعام 2024 المقررة .[32][33][34]
- مقعد كاليفورنيا 1: توفيت الديموقراطية ديان فينستاين في 29 سبتمبر 2023. وعينت لافونزا بتلر من قبل حاكم ولاية كاليفورنيا جافين نيوسوم لشغل المقعد حتى الانتخابات الخاصة، والتي ستجرى بالتزامن مع الانتخابات العادية لمدة ست سنوات.[35][36]

#### انتخابات مجلس النواب
ستكون جميع مقاعد التصويت البالغ عددها 435 مقعدًا في مجلس النواب الأمريكي متاحة للانتخابات. بالإضافة إلى ذلك، ستجرى انتخابات لاختيار الأعضاء الذين لا يحق لهم التصويت والذين يمثلون مقاطعة كولومبيا وجميع المناطق الأمريكية الخمس المأهولة بشكل دائم في مجلس النواب. ويحظى الجمهوريون بأغلبية ضئيلة في مجلس النواب بعد انتخابات مجلس النواب الأمريكي عام 2022.

## انتخابات الولاية

### انتخابات حكام الولايات
ستجرى الانتخابات لاختيار حكام إحدى عشرة ولاية أمريكية من أصل خمسين ولاية وإقليمين أمريكيين [الإنجليزية]. يجوز إجراء انتخابات خاصة لملء المناصب الشاغرة في الولايات والأقاليم الأخرى، إذا كان ذلك مطلوبًا بموجب دساتير الولايات أو الأقاليم المعنية.

### انتخابات النائب العام
وستجري عشر ولايات انتخابات النائب العام.

### انتخابات وزراء الدولة
وستجري سبع ولايات انتخابات.

### انتخابات أمناء الدولة
وستجري عشر ولايات انتخابات.

### الانتخابات التشريعية
ستجري معظم المجالس التشريعية انتخابات منتظمة في عام 2024. الاستثناءات هي مجلس شيوخ ميشيغان، ومجلس شيوخ مينيسوتا، وكلا المجلسين التشريعيين في ولايات ألاباما، ولويزيانا، وماريلاند، وميسيسيبي، ونيوجيرسي، وفيرجينيا. في المجالس التي تستخدم مصطلح الانتخابات المتعاقبة، فإن جزءًا فقط من مقاعد المجلس سيكون متاحًا للانتخاب.

## جدول نتائج الولاية والإقليمية والفدرالية
يوضح هذا الجدول النتائج الحزبية للسباقات الرئاسية والكونغرسية وحكام الولايات والسباقات التشريعية للولايات التي جرت في كل ولاية وإقليم في عام 2024. لاحظ أنه لا تجري جميع الولايات والأقاليم انتخابات حكام الولايات والتشريعية وانتخابات مجلس الشيوخ في عام 2024. لا تنتخب الأقاليم الخمسة وواشنطن العاصمة أعضاء مجلس الشيوخ، ولا تشارك الأقاليم في الانتخابات الرئاسية؛ وبدلاً من ذلك، ينتخب كل منهم عضوًا واحدًا في مجلس النواب لا يحق له التصويت . تنتخب الهيئة التشريعية المكونة من مجلس واحد في نبراسكا والحاكم والهيئة التشريعية لساموا الأمريكية على أساس غير حزبي، ولم يدرج الانتماء الحزبي السياسي.
| الولايات             | 2022 مؤشر التصويت الحزبي | قبل انتخابات 2024 | قبل انتخابات 2024 | قبل انتخابات 2024 | قبل انتخابات 2024 | بعد انتخابات 2024 | بعد انتخابات 2024 | بعد انتخابات 2024 | بعد انتخابات 2024 | بعد انتخابات 2024 |
| الولايات             | 2022 مؤشر التصويت الحزبي | الحاكم            | التشريعية         | مجلس الشيوخ       | مجلس النواب       | 2024              | الحاكم            | التشريعية         | مجلس الشيوخ       | مجلس النواب       |
| -------------------- | ------------------------ | ----------------- | ----------------- | ----------------- | ----------------- | ----------------- | ----------------- | ----------------- | ----------------- | ----------------- |
| ألاباما              | ج+15                     | جمهوري            | جمهوري            | جمهوري            | جمهوري 6–1        |                   | جمهوري            | جمهوري            | جمهوري            |                   |
| ألاسكا               | ج+8                      | جمهوري            | Coalition         | جمهوري            | ديمقراطي 1–0      |                   | جمهوري            |                   | جمهوري            |                   |
| أريزونا              | ج+2                      | ديمقراطي          | جمهوري            | Split D/I         | جمهوري 6–3        |                   | ديمقراطي          |                   |                   |                   |
| أركنساس              | ج+16                     | جمهوري            | جمهوري            | جمهوري            | جمهوري 4–0        |                   | جمهوري            |                   | جمهوري            |                   |
| كاليفورنيا           | د+13                     | ديمقراطي          | ديمقراطي          | ديمقراطي          | ديمقراطي 40–12    |                   | ديمقراطي          |                   |                   |                   |
| كولورادو             | د+4                      | ديمقراطي          | ديمقراطي          | ديمقراطي          | ديمقراطي 5–3      |                   | ديمقراطي          |                   | ديمقراطي          |                   |
| كونيتيكت             | د+7                      | ديمقراطي          | ديمقراطي          | ديمقراطي          | ديمقراطي 5–0      |                   | ديمقراطي          |                   |                   |                   |
| ديلاوير              | د+7                      | ديمقراطي          | ديمقراطي          | ديمقراطي          | ديمقراطي 1–0      |                   |                   |                   |                   |                   |
| فلوريدا              | ج+3                      | جمهوري            | جمهوري            | جمهوري            | جمهوري 20–8       |                   | جمهوري            |                   |                   |                   |
| جورجيا               | ج+3                      | جمهوري            | جمهوري            | ديمقراطي          | جمهوري 9–5        |                   | جمهوري            |                   | ديمقراطي          |                   |
| هاواي                | د+14                     | ديمقراطي          | ديمقراطي          | ديمقراطي          | ديمقراطي 2–0      |                   | ديمقراطي          |                   |                   |                   |
| أيداهو               | ج+18                     | جمهوري            | جمهوري            | جمهوري            | جمهوري 2–0        |                   | جمهوري            |                   | جمهوري            |                   |
| إلينوي               | د+7                      | ديمقراطي          | ديمقراطي          | ديمقراطي          | ديمقراطي 14–3     |                   | ديمقراطي          |                   | ديمقراطي          |                   |
| إنديانا              | ج+11                     | جمهوري            | جمهوري            | جمهوري            | جمهوري 7–2        |                   |                   |                   |                   |                   |
| آيوا                 | ج+6                      | جمهوري            | جمهوري            | جمهوري            | جمهوري 4–0        |                   | جمهوري            |                   | جمهوري            |                   |
| كانساس               | ج+10                     | ديمقراطي          | جمهوري            | جمهوري            | جمهوري 3–1        |                   | ديمقراطي          |                   | جمهوري            |                   |
| كنتاكي               | ج+16                     | ديمقراطي          | جمهوري            | جمهوري            | جمهوري 5–1        |                   | ديمقراطي          |                   | جمهوري            |                   |
| لويزيانا             | ج+12                     | جمهوري            | جمهوري            | جمهوري            | جمهوري 5–1        |                   | جمهوري            | جمهوري            | جمهوري            |                   |
| مين                  | د+2                      | ديمقراطي          | ديمقراطي          | Split R/I         | ديمقراطي 2–0      |                   | ديمقراطي          |                   |                   |                   |
| ماريلند              | د+14                     | ديمقراطي          | ديمقراطي          | ديمقراطي          | ديمقراطي 7–1      |                   | ديمقراطي          | ديمقراطي          |                   |                   |
| ماساتشوستس           | د+15                     | ديمقراطي          | ديمقراطي          | ديمقراطي          | ديمقراطي 9–0      |                   | ديمقراطي          |                   |                   |                   |
| ميشيغان              | ج+1                      | ديمقراطي          | ديمقراطي          | ديمقراطي          | ديمقراطي 7–6      |                   | ديمقراطي          |                   |                   |                   |
| مينيسوتا             | د+1                      | ديمقراطي          | ديمقراطي          | ديمقراطي          | Split 4–4         |                   | ديمقراطي          |                   |                   |                   |
| مسيسيبي              | ج+11                     | جمهوري            | جمهوري            | جمهوري            | جمهوري 3–1        |                   | جمهوري            | جمهوري            |                   |                   |
| ميزوري               | ج+10                     | جمهوري            | جمهوري            | جمهوري            | جمهوري 6–2        |                   |                   |                   |                   |                   |
| مونتانا              | ج+11                     | جمهوري            | جمهوري            | Split             | جمهوري 2–0        |                   |                   |                   |                   |                   |
| نبراسكا              | ج+13                     | جمهوري            | مستقل             | جمهوري            | جمهوري 3–0        |                   | جمهوري            | مستقل             |                   |                   |
| نيفادا               | ج+1                      | جمهوري            | ديمقراطي          | ديمقراطي          | ديمقراطي 3–1      |                   | جمهوري            |                   |                   |                   |
| نيوهامبشير           | د+1                      | جمهوري            | جمهوري            | ديمقراطي          | ديمقراطي 2–0      |                   |                   |                   | ديمقراطي          |                   |
| نيوجيرسي             | د+6                      | ديمقراطي          | ديمقراطي          | ديمقراطي          | ديمقراطي 9–3      |                   | ديمقراطي          | ديمقراطي          |                   |                   |
| نيومكسيكو            | د+3                      | ديمقراطي          | ديمقراطي          | ديمقراطي          | ديمقراطي 3–0      |                   | ديمقراطي          |                   |                   |                   |
| نيويورك              | د+10                     | ديمقراطي          | ديمقراطي          | ديمقراطي          | ديمقراطي 16–10    |                   | ديمقراطي          |                   |                   |                   |
| كارولاينا الشمالية   | ج+3                      | ديمقراطي          | جمهوري            | جمهوري            | Split 7–7         |                   |                   |                   | جمهوري            |                   |
| داكوتا الشمالية      | ج+20                     | جمهوري            | جمهوري            | جمهوري            | جمهوري 1–0        |                   |                   |                   |                   |                   |
| أوهايو               | ج+6                      | جمهوري            | جمهوري            | Split             | جمهوري 10–5       |                   | جمهوري            |                   |                   |                   |
| أوكلاهوما            | ج+20                     | جمهوري            | جمهوري            | جمهوري            | جمهوري 5–0        |                   | جمهوري            |                   | جمهوري            |                   |
| أوريغن               | د+6                      | ديمقراطي          | ديمقراطي          | ديمقراطي          | ديمقراطي 4–2      |                   | ديمقراطي          |                   | ديمقراطي          |                   |
| بنسيلفانيا           | ج+2                      | ديمقراطي          | Split             | ديمقراطي          | ديمقراطي 9–8      |                   | ديمقراطي          |                   |                   |                   |
| رود آيلاند           | د+8                      | ديمقراطي          | ديمقراطي          | ديمقراطي          | ديمقراطي 2–0      |                   | ديمقراطي          |                   |                   |                   |
| كارولاينا الجنوبية   | ج+8                      | جمهوري            | جمهوري            | جمهوري            | جمهوري 6–1        |                   | جمهوري            |                   | جمهوري            |                   |
| داكوتا الجنوبية      | ج+16                     | جمهوري            | جمهوري            | جمهوري            | جمهوري 1–0        |                   | جمهوري            |                   | جمهوري            |                   |
| تينيسي               | ج+14                     | جمهوري            | جمهوري            | جمهوري            | جمهوري 8–1        |                   | جمهوري            |                   |                   |                   |
| تكساس                | ج+5                      | جمهوري            | جمهوري            | جمهوري            | جمهوري 25–13      |                   | جمهوري            |                   |                   |                   |
| يوتا                 | ج+13                     | جمهوري            | جمهوري            | جمهوري            | جمهوري 4–0        |                   |                   |                   |                   |                   |
| فيرمونت              | د+16                     | جمهوري            | ديمقراطي          | Split D/I         | ديمقراطي 1–0      |                   |                   |                   |                   |                   |
| فرجينيا              | د+3                      | جمهوري            | ديمقراطي          | ديمقراطي          | ديمقراطي 6–5      |                   | جمهوري            | ديمقراطي          |                   |                   |
| واشنطن               | د+8                      | ديمقراطي          | ديمقراطي          | ديمقراطي          | ديمقراطي 8–2      |                   |                   |                   |                   |                   |
| فيرجينيا الغربية     | ج+22                     | جمهوري            | جمهوري            | Split R/I         | جمهوري 2–0        |                   |                   |                   |                   |                   |
| ويسكونسن             | ج+2                      | ديمقراطي          | جمهوري            | Split             | جمهوري 6–2        |                   | ديمقراطي          |                   |                   |                   |
| وايومنغ              | ج+25                     | جمهوري            | جمهوري            | جمهوري            | جمهوري 1–0        |                   | جمهوري            |                   |                   |                   |
| الولايات             | بدون                     | جمهوري            | جمهوري            | ديمقراطي          | جمهوري            |                   |                   |                   |                   |                   |
|                      |                          |                   |                   |                   |                   |                   |                   |                   |                   |                   |
| واشنطن العاصمة       | د+43                     | ديمقراطي          | ديمقراطي          | —                 | ديمقراطي          |                   | ديمقراطي          |                   | —                 |                   |
| ساموا الأمريكية      | —                        | مستقل/د           | NP                | —                 | جمهوري            | —                 | NP                | NP                | —                 |                   |
| غوام                 | —                        | ديمقراطي          | ديمقراطي          | —                 | جمهوري            | [ ي ]             | ديمقراطي          |                   | —                 |                   |
| جزر ماريانا الشمالية | —                        | Ind               | Coalition         | —                 | ديمقراطي          | —                 | Ind               |                   | —                 |                   |
| بورتوريكو            | —                        | PNP/D             | PDP               | —                 | Pمستقل            | —                 |                   |                   | —                 |                   |
| جزر العذراء          | —                        | ديمقراطي          | ديمقراطي          | —                 | ديمقراطي          | —                 | ديمقراطي          |                   | —                 |                   |
| الولاية/إِقلِيم        | مؤسر التصويت الحزبي      | الحاكم            | التشريعية         | 2022              | 2022              | 2024              | الحاكم            | التشريعية         | الشيوخ            | النواب            |
| الولاية/إِقلِيم        | مؤسر التصويت الحزبي      | قبل انتخابات 2024 | قبل انتخابات 2024 | قبل انتخابات 2024 | قبل انتخابات 2024 | بعد انتخابات 2024 | بعد انتخابات 2024 | بعد انتخابات 2024 | بعد انتخابات 2024 | بعد انتخابات 2024 |

## تهديدات عنيفة
اتسمت الحملة الانتخابية بتوسيع نطاق الاستقصاء والضرب والتهديدات ضد السياسيين والناشطين، مع سلسلة معينة من الحوادث التي بدأت في ديسمبر 2023.

## ملحوظات
1. ↑  يعرض هذا العمود الفرد الذي فاز بأغلبية الأصوات الشعبية في الولاية في الانتخابات الرئاسية لعام 2024.
2. 1 2  حكومة ائتلافية من 19 جمهوريًا و2 ديمقراطيين و2 مستقلين سيطروا على مجلس نواب ألاسكا، بينما سيطر ائتلاف كبير من 9 ديمقراطيين و8 جمهوريين على مجلس شيوخ ألاسكا.
3. ↑  أحد أعضاء مجلس الشيوخ عن ولاية أريزونا، مارك كيلي، هو ديمقراطي. أما السيناتور الآخر من ولاية أريزونا، كيرستن سنيما، فقد انتخبت ضمن الحزب الديمقراطي ولكنها سجلت كمستقلة في ديسمبر 2022.
4. ↑  أحد أعضاء مجلس الشيوخ عن ولاية ماين، سوزان كولينز، جمهوري. أما السيناتور الآخر من ولاية ماين، أنغوس كينغ، فهو مستقل اجتمع مع الديمقراطيين منذ توليه منصبه في عام 2013.
5. 1 2  على الرغم من أن غالبية أعضائها يعتبرون جمهوريين، إلا أن هيئة نبراسكا التشريعية ذات الغرفة الواحدة تعتبر رسميًا مستقلة
6. ↑  أحد أعضاء مجلس الشيوخ عن ولاية فيرمونت، بيتر ويلش، هو ديمقراطي. أما السيناتور الآخر من ولاية فيرمونت، بيرني ساندرز، فقد انتخب كمستقل وتجمع مع الديمقراطيين منذ توليه منصبه في عام 2007.
7. ↑  أحد أعضاء مجلس الشيوخ عن ولاية فرجينيا الغربية، شيلي مور كابيتو، هو جمهوري. أما السيناتور الآخر من ولاية أريزونا، جو مانشين، فقد انتخب كديمقراطي ولكن سجل كمستقل في مايو 2024.
8. 1 2 3  ليس لدى المنطقة الفيدرالية حاكم أو مجلس تشريعي للولاية ولكنها تنتخب عمدة واشنطن العاصمة، بالإضافة إلى مجلس مقاطعة كولومبيا  [لغات أخرى]‏.
9. ↑  على الرغم من أن انتخابات حاكم ساموا الأمريكية ليست حزبية، إلا أن الحاكم ليمانو بيليتي موجا  [لغات أخرى]‏ ينتمي إلى الحزب الديمقراطي.
10. ↑  على الرغم من أن غوام ليس لديها حق التصويت في المجمع الانتخابي، إلا أن الإقليم عقد تصويتًا استشاريًا رئاسيًا لكل انتخابات رئاسية منذ عام 1980.
11. ↑  A coalition of independents and Democrats control the Northern Mariana Islands House of Representatives and Senate.[39]
12. ↑  Puerto Rican Governor Pedro Pierluisi is a member of the Puerto Rican New Progressive Party, but affiliates with the Democratic Party at the national level.
13. ↑  Puerto Rico's Resident Commissioner, Jenniffer González, was elected as a member of the New Progressive Party and has caucused with Republicans since taking office in 2017.